# Ама-Даблам

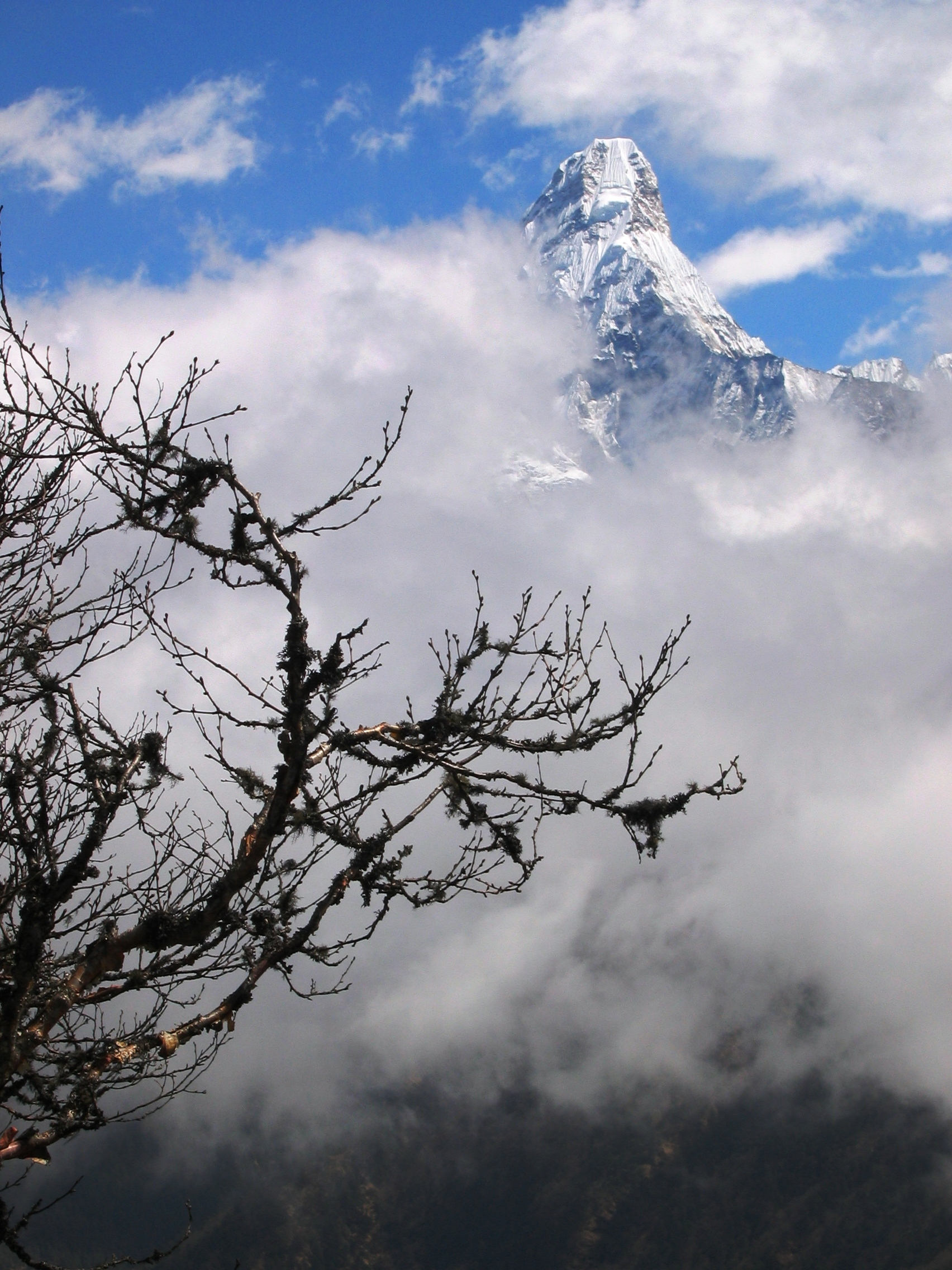
Вид на Ама-Даблам з Кумджунґа

Ама-Даблам (Ама-Даблан або Аму-Даблан) — вершина в Гімалаях, висота головного піку — 6812 м, нижнього піку — 5563 м. Розташована в регіоні Кхумбу (Непал), на території національного парку Саґарматга. Незважаючи на порівняно невелику висоту, відома завдяки характерній формі. Вважається однією з найкрасивіших вершин в околицях Евереста. Ама-Даблам зображено на деяких банкнотах непальської рупії.

## Назва
«Ама» — означає мати чи бабуся, а «даблам» — особлива підвіска, в якій старі жінки-шерпи носять дорогоцінні речі. На горі є висячий льодовик, який нагадує даблам, а гребені гори, що розходяться — нагадують материнські руки розведені для обіймів.